# Episodi di Dream On (prima stagione)
La prima stagione della serie televisiva Dream On è stata trasmessa negli Stati Uniti dall'8 luglio al 7 ottobre 1990 su HBO ed è composta da 14 episodi. In Italia è andata in onda dal 27 ottobre al 19 novembre 1993 su Italia 1.
| nº | Titolo originale           | Titolo italiano           | Prima TV USA      | Prima TV Italia  |
| -- | -------------------------- | ------------------------- | ----------------- | ---------------- |
| 1  | The first episode          | Un divorzio annunciato    | 8 luglio 1990     | 27 ottobre 1993  |
| 2  | Death takes a coffee break | Un caffè per il paradiso  | 15 luglio 1990    | 29 ottobre 1993  |
| 3  | Sex and the single father  | L'età dell'amore          | 22 luglio 1990    | 28 ottobre 1993  |
| 4  | Sole sister                | Gelosia di fratello       | 29 luglio 1990    |                  |
| 5  | Angst for the memories     | Commedie senza repliche   | 5 agosto 1990     | 10 novembre 1993 |
| 6  | ...and sheep are nervous   | Una donna troppo perfetta | 12 agosto 1990    | 4 novembre 1993  |
| 7  | Over your dead body        | A tutti i costi           | 19 agosto 1990    | 3 novembre 1993  |
| 8  | Martin gets lucky          | I tre desideri            | 26 agosto 1990    | 19 novembre 1993 |
| 9  | Three coins in the dryer   | Incontri in lavanderia    | 2 settembre 1990  |                  |
| 10 | The trojan war             | Lieto evento              | 9 settembre 1990  |                  |
| 11 | Up the river               | Salviamo il fiume         | 16 settembre 1990 | 17 novembre 1993 |
| 12 | 555-hell                   | Cuori solitari            | 23 settembre 1990 |                  |
| 13 | Doing the bossa nova       | Su e giù in carriera      | 30 settembre 1990 |                  |
| 14 | Premarital ex              | Invito alle nozze         | 7 ottobre 1990    |                  |